# 3468 Urgenta
3468 Urgenta eller 1975 AM är en asteroid i huvudbältet som upptäcktes den 7 januari 1975 av den Schweiziska astronomen Paul Wild vid Observatorium Zimmerwald. Den har fått sitt namn efter en potatissort.
Asteroiden har en diameter på ungefär 14 kilometer och den tillhör asteroidgruppen Eos.